# Andraegoidus variegatus
Andraegoidus variegatus är en skalbaggsart som först beskrevs av Perty 1832.  Andraegoidus variegatus ingår i släktet Andraegoidus och familjen långhorningar.
Artens utbredningsområde är:
- Paraguay.
- Uruguay.

Inga underarter finns listade i Catalogue of Life.